# A Caeira
A Caeira est un quartier et un mont de la commune de Poio, à côté de la ville de Pontevedra, en Galice, Espagne.

## Géographie
C'est un lieu de la paroisse civile de San Salvador de Poyo, dans la commune de Poio, mais lié à la ville frontalière de Pontevedra, d'où il a des vues. La Caeira comprend quatre zones : Valiña, Boavista, Caeira et Bao. Le versant de la montagne est occupé par des lotissements et des maisons individuelles, ce qui en fait le quartier le plus peuplé et le plus caractéristique de ce type de logement dans la ville et l'un des plus populaires.

## Étymologie
Le nom du mont vient du mot caeira qui est une voix très vivante dans certaines parties de la Galice, et sa signification est « pente raide d'une montagne ». Le nom vient du latin terra cadaria, littéralement « lieu qui tombe » (versant d'une montagne) et a été popularisé étant donné sa proximité avec Pontevedra. La loi de normalisation linguistique galicienne a appliqué la norme de sorte que le nom de La Caeira est devenu A Caeira. Malgré cela, les gens  l'appellent encore avec la déturpation idiomatique de La Caeira (certains l'écrivent même comme Caeyra). Ce mont a été utilisé par la spéculation immobilière au début du XXIe siècle pour construire des maisons et des pavillons qui ont ensuite été vendues à Madrid.

## Histoire
Il existe des preuves de la présence de pétroglyphes dans le mont de A Caeira datant de l'âge du bronze de 1800 à 600 avant J.-C., appelés Laxe das Lebres ou Laia dos Cervos. 
Aucune autre information n'est disponible avant le XIXe siècle, lorsqu'une partie de ce lieu est devenu le domaine de la famille Riestra, où les marquis de Riestra ont construit un palais. José Riestra López, devenu marquis de Riestra en 1893, est sans aucun doute témoin du développement et de l'évolution de la ville de Pontevedra depuis le milieu du XIXe siècle jusqu'à sa mort en 1923. Les informations de cette époque montrent que ce palais était le lieu de rassemblements et de décisions importantes dans la politique nationale, comme l'élection des membres du Parlement espagnol. Mais il a également servi, en pleine guerre de Cuba en 1898, d'hôpital improvisé pour les blessés, une utilisation qui a coûté quelque 200 000 pesetas de l'argent du marquis. 
De cet ancien palais qui se trouvait où est  située la actuelle résidence d'été du Liceo Casino de Pontevedra, il ne reste presque rien. Il n'en reste actuellement qu'une petite chapelle, la chapelle Saint Antoine, située dans la rue San Antoniño de Pontevedra.  
C'est à A Caeira, pendant la guerre civile et les années suivantes qu'Alexandre Bóveda, le moteur du galléguisme, et Johan Carballeira, un journaliste espagnol d'origine galicienne, entre autres, ont été abattus. 
Dans les années 1960, 1970 et 1980, un boom immobilier a commencé, et A Caeira s'est développée jusqu'à aujourd'hui, où cette construction massive a déjà été arrêtée.

## Secteurs
Tous les environs du Liceo Casino, du Collège SEK Atlántico International et du club de tennis sont caractérisés par des maisons individuelles et les immeubles de la place Riestra, également appelée A Caeira d'en bas. Ses rues portent les noms de rivières galiciennes dans la partie basse de la montagne (Lérez, Oitavén, Ulla, Umia...), et d'îles dans la partie haute (Tambo, Toja, Ons…), ainsi que les noms de San Antoniño, trois des noms de ses habitants célèbres (José Pernas Peña, Mato Calderón et Place de Riestra), et de l'avenue Campañó.
La section la plus élevée, Boavista (Bellevue), couramment appelée A Caeira d'en haut a des superbes vues et accueille des lotissements autour de l'école des tailleurs de pierre (canteros). Elle possède des restes de pétroglyphes datant de l'âge du bronze.
Valiña fait partie du versant sud de la montagne, la zone la plus proche de la paroisse civile de San Salvador et où il y a plus d'immeubles. Dans la période 2001-2006 Valiña a connu une croissance excessive grâce au projet appelé Mirador de Poio, qui est également connu sous le nom Ferreirós. Valiña forme un continuum urbain avec la Barque et est caractérisé par le fait d'être la zone la plus urbaine de toute la montagne et où il y a le plus d'habitants avec environ 400 résidents.
Vao est le lieu où la commune de Poio rejoint la paroisse civile de Campañó, dans la commune de Pontevedra, il y a un petit parc d'entreprises. Cette partie de A Caeira est très touchée par les problèmes de bidonvilles et de trafic de drogue.

## Pétroglyphes
Seize groupes de pétroglyphes ont été trouvés dans les montagnes de La Caeira, et l'on pense que d'autres sont disparus sous les lotissements et les routes qui y sont construits. Laxe das Lebres et Pedra Grande de Montecelo se distinguent des autres. Le premier présente 42 cerfs de tailles et de tailles différentes, en plus de cassolettes et d'autres figures. Le second montre de nombreux cercles, labyrinthes et cassolettes, mais pas de cerfs. Ces deux sites, ainsi que Laxe do Xugo, sont considérés comme un monument historique et artistique national.
Cette zone archéologique de A Caeira est muséalisée depuis 2009, et son centre d'interprétation est situé devant l'office du tourisme de Poio, dans le quartier du pazo Ferreirós.

## Galerie d'images

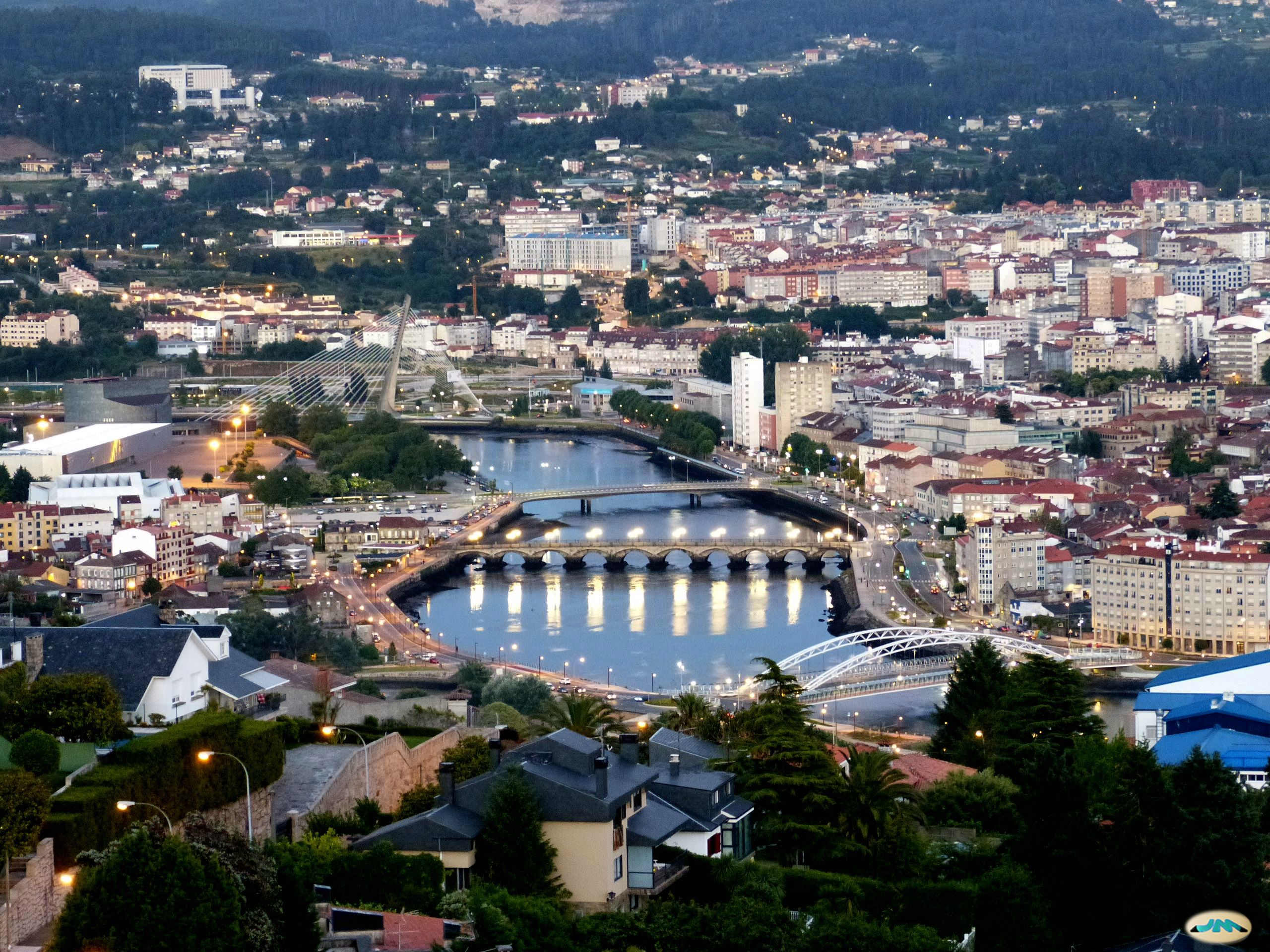
Vue partielle de Pontevedra de A Caeira.
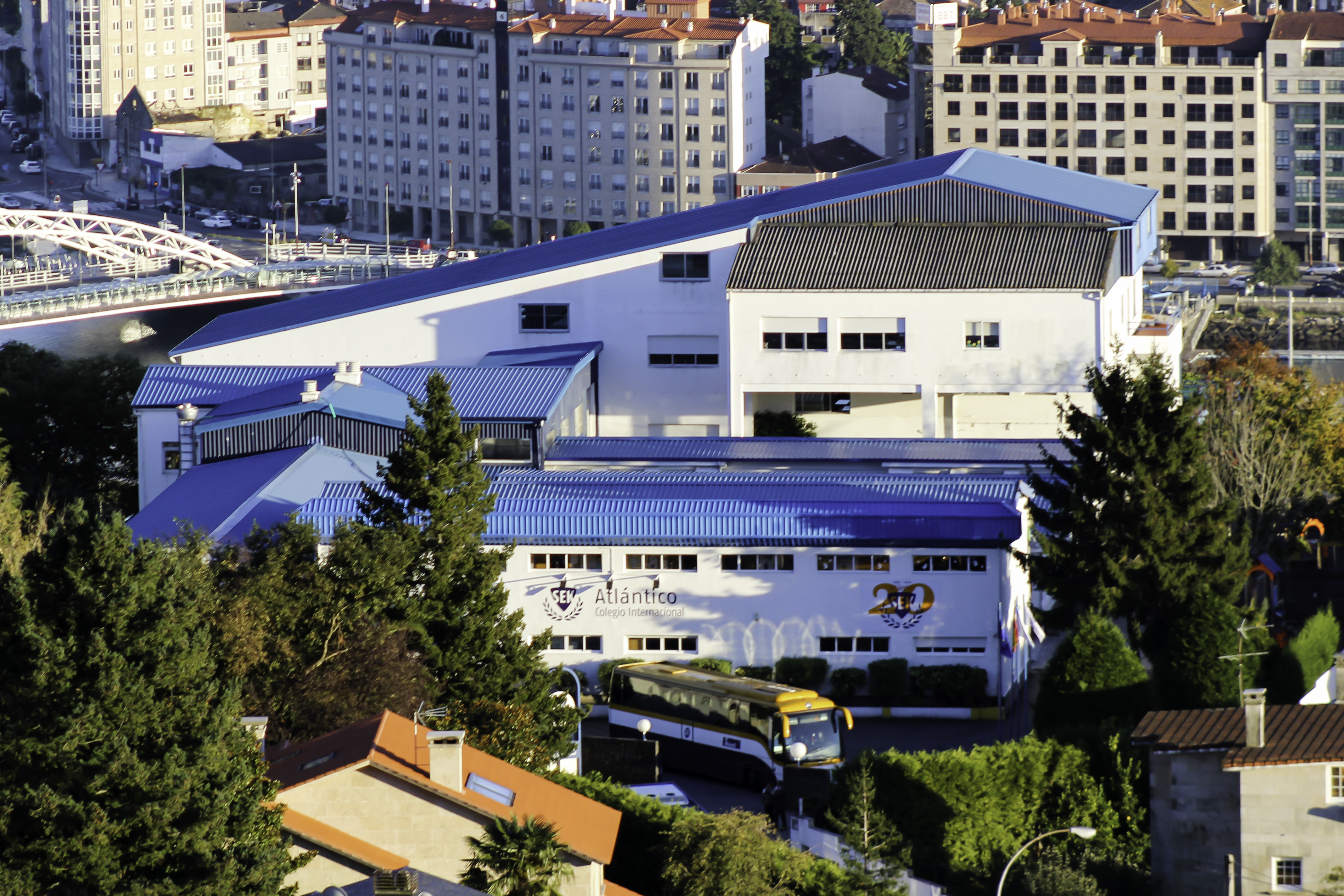
Collège International SEK Atlántico avec des vues sur Pontevedra.
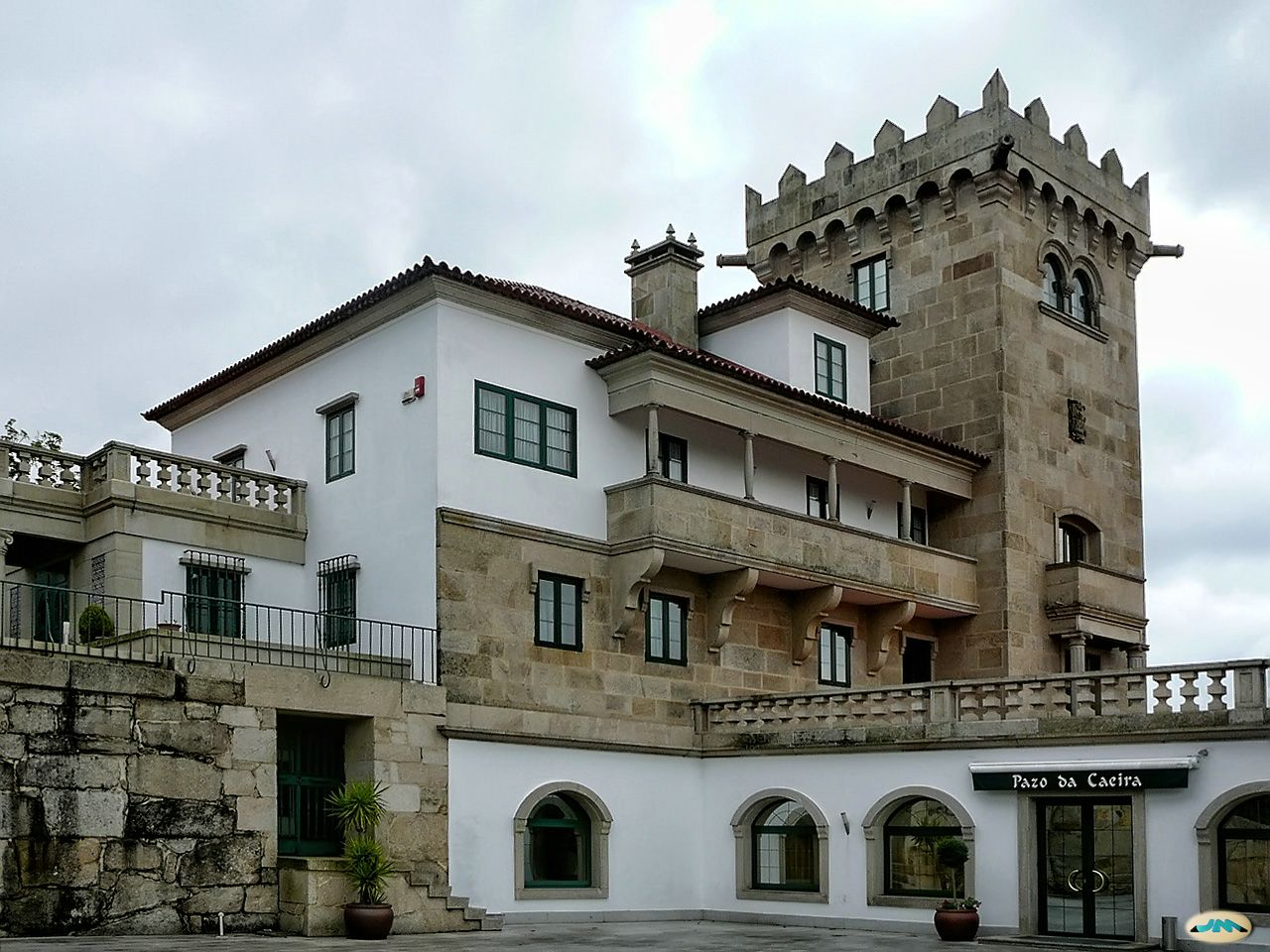
Pazo de A Caeira.
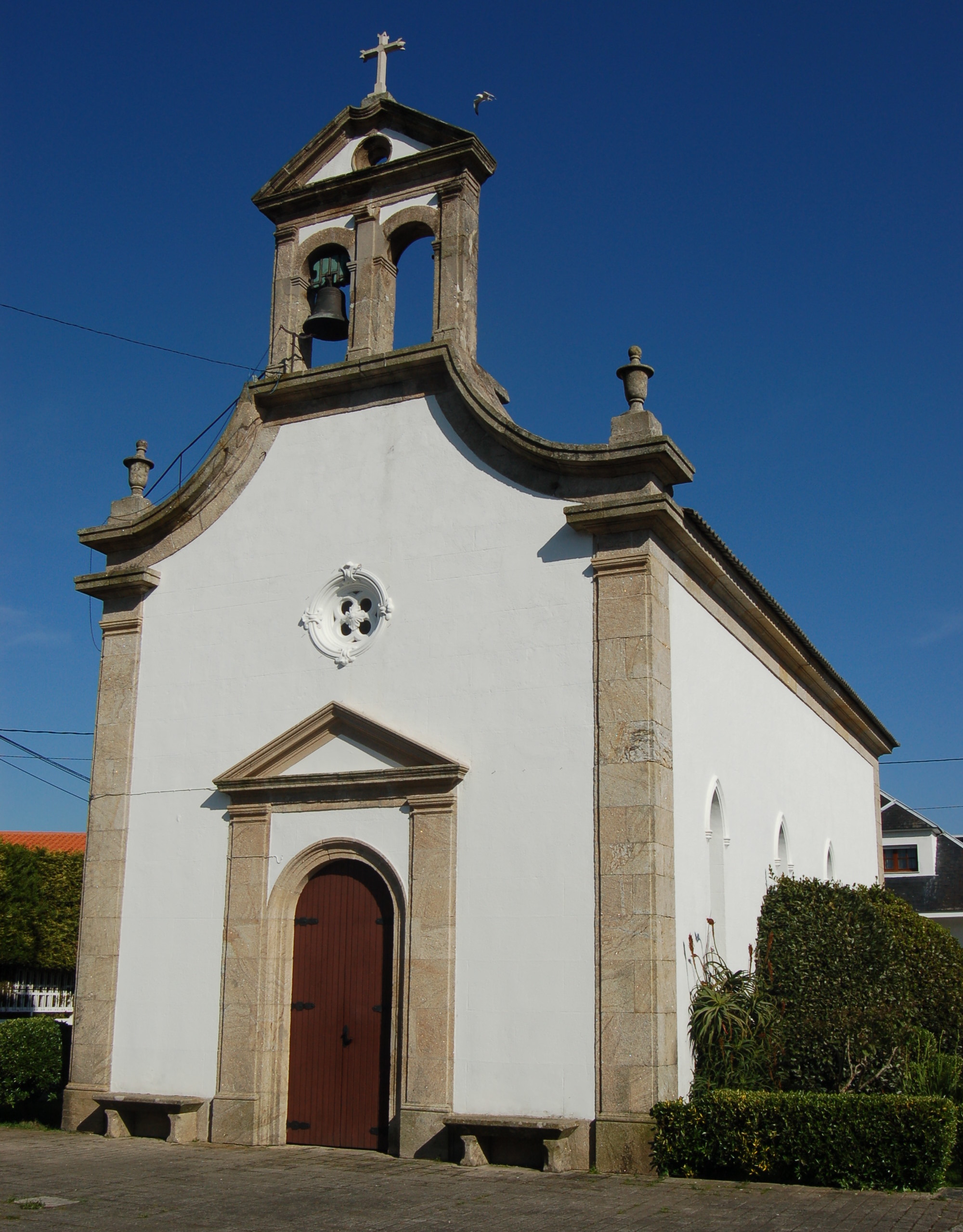
Chapelle Saint-Antoniño.
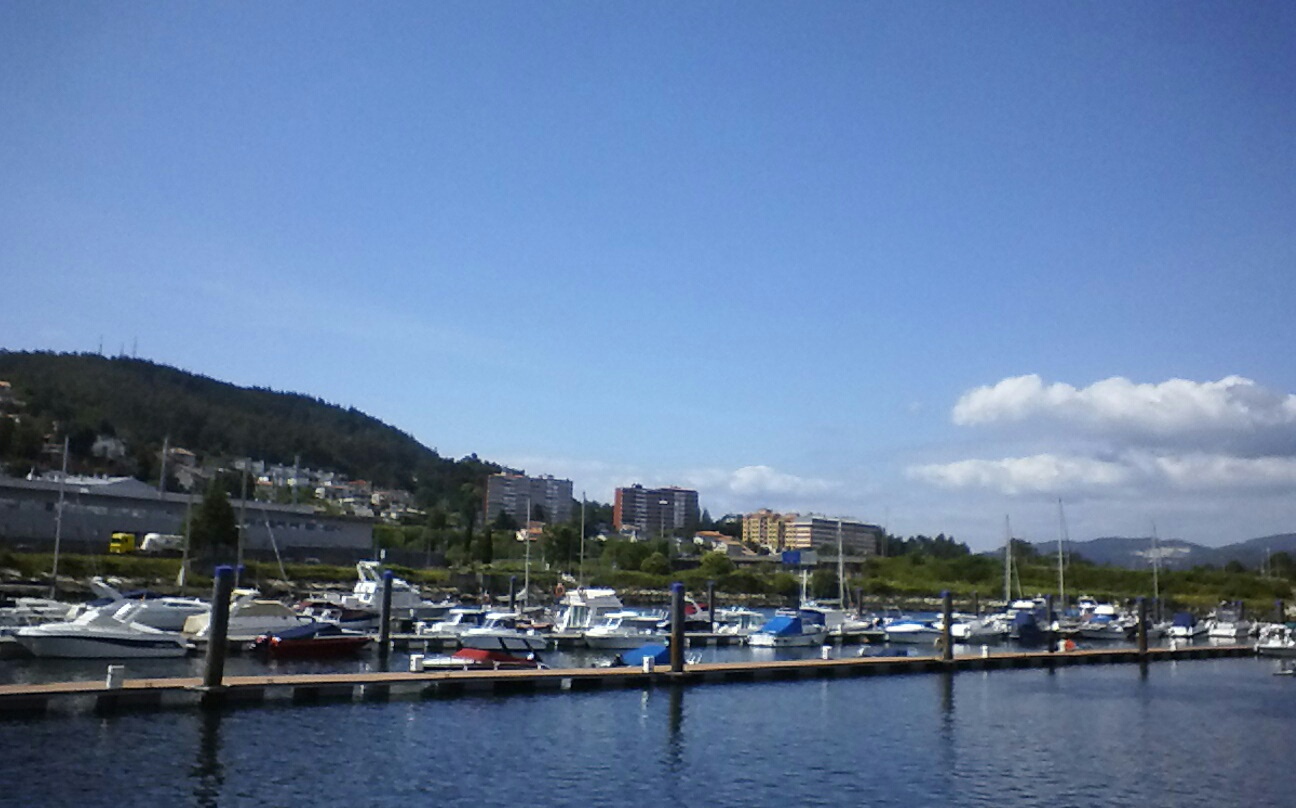
Port de plaisance de Pontevedra et immeubles de A Caeira.
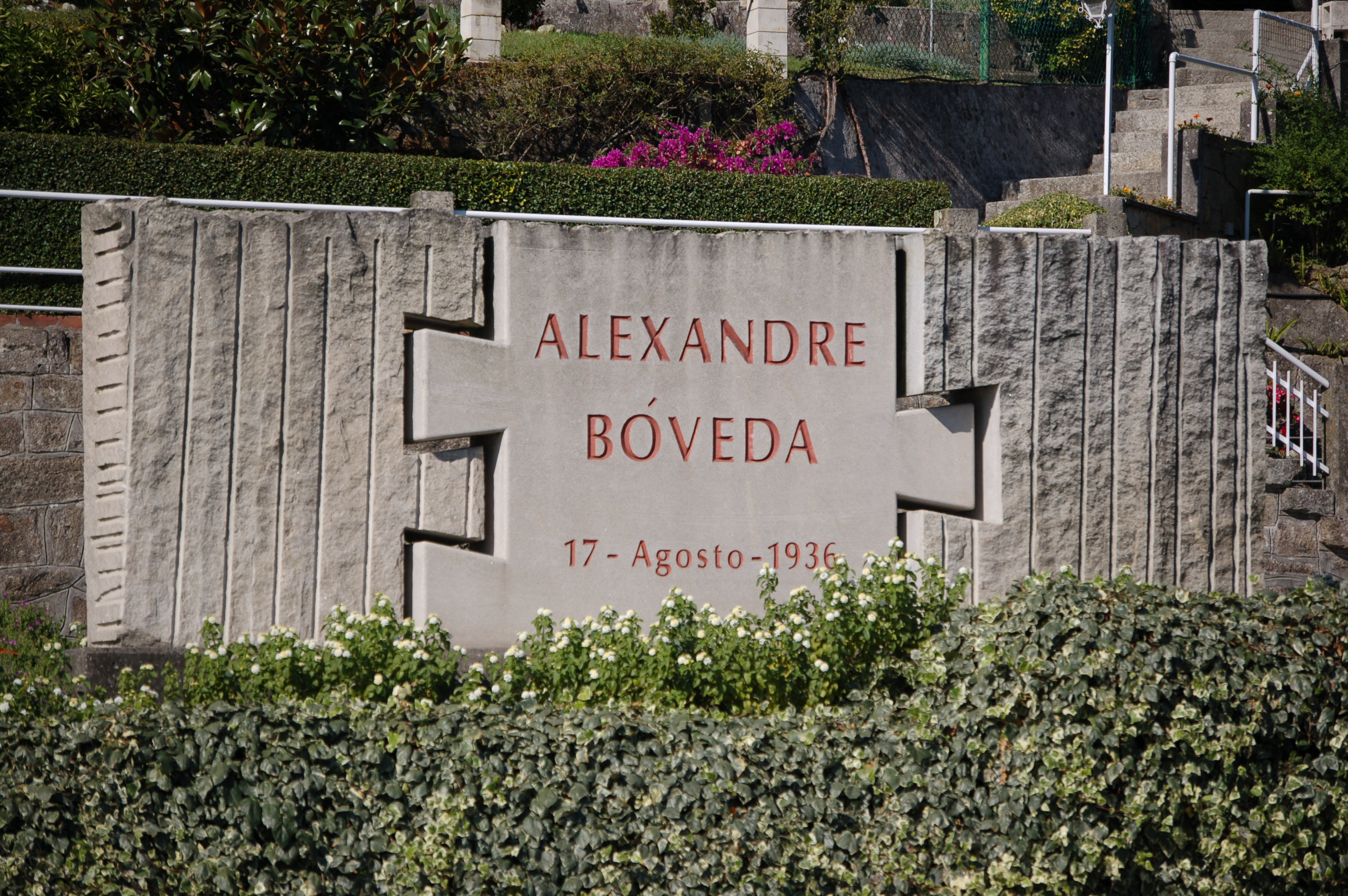
Monument à l'endroit où a été fusillé Alexandre Bóveda.
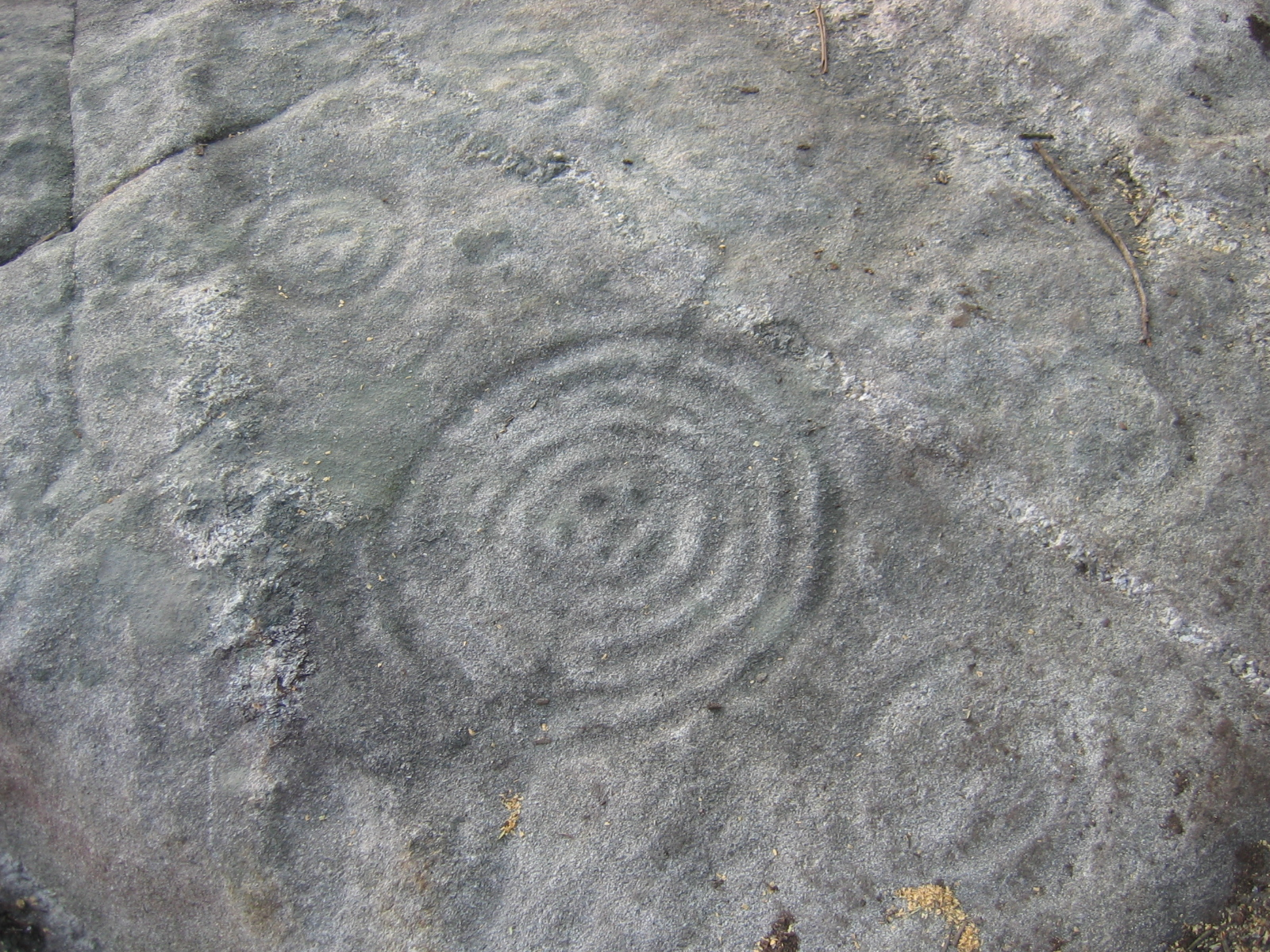
Pétroglyphe.